# 국제 순수·응용 화학 연합
국제 순수·응용 화학 연합(영어: International Union of Pure and Applied Chemistry, IUPAC)은 1919년에 설립된 화학자들의 국제 학술기관이다. 각국의 화학 학회가 회원으로 소속되어 있으며 대한민국의 대한화학회도 소속되어 있다. 국제학술회의를 구성하는 조직의 하나이다. 원소명의 화합물에 대한 국제 표준(IUPAC 명명법)을 제정한 조직으로 유명하다. 물리 및 생물물리화학, 무기화학, 유기 및 생물분자화학, 거대분자, 분석화학, 화학 및 환경, 화학 및 건강, 화학명명법 및 화학구조표현의 여덟 개 부회가 있으며 이사회와 평의회로 운영되고 있다.
IUPAC은 1919년 화학 발전을 위한 국제응용화학회의(International Congress of Applied Chemistry)를 계승하여 설립되었다. 이에 속한 국가준수기구(National Adhering Organizations)는 국립 화학 학회, 국립 과학 아카데미 또는 화학자를 대표하는 기타 기관이 될 수 있다. 54개의 국가준수기구와 3개의 준준수국이 있다. IUPAC의 IUPAC 명명법(Inter-Divisional Committee on Nomenclature and Symbols)은 화학 원소 및 화합물의 명명 기준을 개발하는 데 있어 세계적으로 인정받는 권위가 있다. 창설 이후 IUPAC는 서로 다른 책임을 가진 다양한 위원회에서 운영되었다. 이 위원회는 명명법 표준화, 화학을 세상에 알리는 방법 찾기, 작품 출판 등 다양한 프로젝트를 운영한다.
IUPAC은 화학의 명명법을 표준화하는 작업으로 가장 잘 알려져 있지만 IUPAC는 화학, 생물학 및 물리학을 포함한 많은 과학 분야의 간행물을 보유하고 있다. IUPAC이 이 분야에서 수행한 몇 가지 중요한 작업에는 뉴클레오티드 염기 서열 코드 이름 표준화가 포함된다. 환경 과학자, 화학자 및 물리학자를 위한 책 출판; 과학 교육을 개선한다. IUPAC는 또한 가장 오래된 상임 위원회 중 하나인 CIAAW(동위원소 풍부 및 원자량 위원회)를 통해 원소의 원자량을 표준화하는 것으로 알려져 있다.

## 창설 및 역사
화학에 대한 국제 표준의 필요성은 1860년 독일 과학자 프리드리히 아우구스트 케쿨레 폰 스트라도니츠(Friedrich August Kekulé von Stradonitz)가 이끄는 위원회에서 처음으로 제기되었다. 이 위원회는 유기화합물에 대한 국제 명명 체계를 창설한 최초의 국제 회의였다. 그 회의에서 공식화된 아이디어는 유기화학의 공식 IUPAC 명명법으로 발전했다. IUPAC는 이 회의의 유산으로 자리매김하여 화학 학회의 가장 중요한 역사적 국제 협력 중 하나가 되었다. 이때부터 IUPAC는 공식적인 유기 명명법을 업데이트하고 유지하는 책임을 맡은 공식 조직이 되었다. IUPAC는 1919년에 설립되었다. 초기 IUPAC에서 제외된 주목할만한 국가는 독일이다. 독일의 배제는 제1차 세계대전 이후 연합국이 독일인을 향한 편견의 결과였다. 독일은 1929년에 마침내 IUPAC에 가입했다. 그러나 나치 독일은 제2차 세계대전 중에 IUPAC에서 제외되었다.
제2차 세계대전 동안 IUPAC는 연합군과 제휴했지만 전쟁 자체에는 거의 관여하지 않았다. 전쟁 후 동독과 서독은 1973년에 IUPAC에 재가입되었다. 제2차 세계 대전 이후 IUPAC는 중단 없이 과학 분야의 명명법과 방법을 표준화하는 데 주력해 왔다.
2016년 IUPAC는 염소를 화학무기로 사용하는 것을 비난했다. 이 조직은 화학무기금지기구(OPCW)의 이사인 아흐메트 우줌추(Ahmet Üzümcü)에게 보낸 편지에서 시리아의 다른 지역에서 무기 사용에 염소를 사용하는 관행과 관련하여 우려를 지적했다. 편지에는 "우리 조직은 이러한 방식으로 염소를 사용하는 것을 개탄한다. 화학무기금지협약(CWC) 회원국에 의해 자행될 가능성이 있는 무차별 공격은 전 세계 화학과학자 및 엔지니어들의 우려사항이며 우리는 이에 동의한다. CWC 구현이라는 임무를 지원할 준비가 되어 있다."고 명시했다. CWC에 따르면 모든 192개 당사국 서명국은 화학무기의 사용, 비축, 배포, 개발 또는 저장을 금지하고 있다.

## 위원회 및 관리
IUPAC는 서로 다른 책임을 맡은 여러 위원회에 의해 관리된다. 위원회는 다음과 같다: 사무국, CHEMRAWN(세계 수요에 적용되는 화학 연구) 위원회, 화학 교육 위원회, 화학 및 산업 위원회, 인쇄 및 전자 출판물 위원회, 평가 위원회, 집행 위원회, 재정 위원회, 용어 부문 간 위원회 , 명명법 및 기호, 프로젝트 위원회, 순수 및 응용 화학 편집 자문위원회. 각 위원회는 다양한 국가의 다양한 국가 준수 조직의 구성원으로 구성된다.
IUPAC의 운영위원회 계층은 다음과 같다.
- 모든 위원회에는 반드시 준수해야 하는 할당된 예산이 있다.
- 모든 위원회에서 프로젝트를 시작할 수 있다.
- 프로젝트 지출이 위원회가 자금을 계속 조달하기에 너무 많은 경우 프로젝트 위원회에 문제를 제기해야 한다.
- 사업위원회는 예산을 증액하거나 외부 자금 조달 계획을 결정한다.
- 사무국과 집행위원회는 다른 위원회의 운영을 감독한다.

## 세계 화학의 해
IUPAC와 유네스코는 2011년에 개최된 세계 화학의 해 행사를 주관하는 주요 기관이었다. 세계 화학의 해는 원래 IUPAC가 이탈리아 토리노 총회에서 제안한 것이다. 이 동의안은 2008년 유네스코 회의에서 채택되었다. 세계 화학의 해의 주요 목표는 화학에 대한 대중의 인식을 높이고 화학 세계에 대한 관심을 높이는 것이었다. 이번 행사는 청소년들의 화학 참여와 기여를 독려하기 위해 개최되기도 한다. 이 행사가 개최되는 또 다른 이유는 화학이 모든 사람의 삶의 방식을 어떻게 개선했는지를 기리기 위함이다.

## 같이 보기
- IUPAC 명명법